# Chameleon (End of the Worldのアルバム)
『Chameleon』（カメレオン）は、End of the Worldが2020年11月27日にLAND MUSICからリリースした1作目のオリジナルアルバム。
本項では、2021年7月9日にリリースされた『Chameleon (Deluxe)』についても言及する。

## 概要
- 2018年12月7日、SEKAI NO OWARI名義のアルバム『Eye』『Lip』の情報解禁と同時に本作のアルバムタイトルが公表され、2019年春にリリースするとされていた[1]。しかしその後発売が延期されることとなり、2019年7月にはEnd of the Worldの公式サイトにて2019年後半にリリースとアナウンスされ[5]、2020年7月には同サイトにて2020年後半のリリースとされた[6]。そして2020年10月27日に正式な発売日が発表された[7]。
- 2018年にEPIK HIGHとのコラボシングル『Sleeping Beauty』をリリースした際に、彼らとのインタビューでボーカルのFukaseは「今は英語のアルバムを作っていてそれほど曲数は多くはないけれど、つくっていくうちにあまりジャンルというものがなくなってきているとは思っている。色々な曲調があって面白いんじゃないか。おもちゃ箱のような」と述べている[8]。
- 制作にかかった期間は7年[7]。
- Fukaseはこのアルバムについて、「End of the Worldとして戦い続けてきた7年間をそのまま詰め込んだアルバム」とインタビューで話している[9]。
- CDはAmazon限定で発売された[10]。
- 2020年11月7日にはアルバムリリースに先行してTwitchにて無料配信ライブを行った[11][12]。
- アルバムのアートワークは村上隆が担当[13]。Fukaseと村上隆は2018年から2019年をさかいに親交がある[14][15][16][17]。
- 2020年10月27日に「Fangs」（M11）が[11]、翌月7日には「Rollerskates」（M7）がそれぞれAmazon Musicにおいて独占先行配信された[12]。
- 2020年11月26日には公式YouTubeチャンネルで「Rollerskates」（M7）のミュージックビデオが公開され、女優の小松奈菜が出演した[18]。
- CDの発売日は2020年11月27日だったが、Amazon側で発送の遅延が発生したため28日以降に配送された[要出典]。
- LP盤が公式オンラインショップにて購入可能である。

## 収録曲
| #   | タイトル                       | 作詞・作曲                                                    | プロデュース                              | 時間 |
| --- | ------------------------------ | ------------------------------------------------------------- | ----------------------------------------- | ---- |
| 1.  | 「Airplane」                   | Saori                                                         | End of the World                          | 0:51 |
| 2.  | 「Dropout Boulevard」          | Tas, Fukase, Nakajin                                          | End of the World                          | 4:01 |
| 3.  | 「Lost feat. Clean Bandit」    | Fukase, Nakajin, Jack Patterson, Grace Chatto, Cass Lowe      | End of the World, Clean Bandit, Cass Lowe | 3:37 |
| 4.  | 「My Sleeping Beauty」         | Fukase, Tim James, Antonina Armato, Tas                       | End of the World                          | 3:23 |
| 5.  | 「Forever feat. NIKI」         | Nakajin, Cass Lowe, NIKI                                      | End of the World, Cass Lowe               | 2:56 |
| 6.  | 「Hollow feat. DNCE」          | Fukase, Nakajin, Christopher J Baran, Joe Jonas, Cole Whittle | End of the World                          | 3:04 |
| 7.  | 「Rollerskates」               | Nakajin, Saori, Christopher J Baran                           | End of the World                          | 3:22 |
| 8.  | 「Birthday」                   | Saori                                                         | End of the World                          | 1:53 |
| 9.  | 「Gone」                       | Fukase, Fiona Beven                                           | End of the World                          | 3:39 |
| 10. | 「Stargazer Reimagined」       | Fukase                                                        | End of the World                          | 3:44 |
| 11. | 「Fangs」                      | Nakajin, Fukase, Emily Wright, Brian Logan Dales              | End of the World                          | 3:19 |
| 12. | 「Bad Day」                    | Fukase, Nakajin, Tas                                          | End of the World                          | 3:56 |
| 13. | 「Over feat. Gabrielle Aplin」 | Sam Mac, Dom Liu, Jordan Shaw, Ryan Lawrie, Fukase, Nakajin   | End of the World, Kingdoms                | 3:13 |

## 楽曲解説
全13曲収録。
1. Airplane [0:51]
様々な感情を抱きながら乗り継いできた、いくつものフライトでの思いを表現したピアノ曲[7]。
2. Dropout Boulevard [4:01]
SEKAI NO OWARI名義でリリースした「Dropout」のアレンジバージョン。
3. Lost (ft. Clean Bandit) [3:37]
2019年7月26日にリリースされた3rd配信シングル。
4. My Sleeping Beauty [3:23] 
2018年6月29日にリリースされた楽曲のアレンジバージョン。オリジナルバージョンで存在したEpik Highが歌うラップ部分が無くなっている。
5. Forever (ft. NIKI) [2:56]
2020年11月13日にリリースされた5th配信シングル。
6. Hollow (ft. DNCE) [3:04]
原曲は2017年11月8日にリリースされた。DNCEのデジタルアルバム『DNCE Jumbo Edition』にも収録されている同名の楽曲「Hollow (feat. DNCE)」からアレンジが加えられている。
7. Rollerskates [3:22]
Saoriが夢の中にいるようなメロディーからインスピレーションを受け、過去に経験した眠れない日々に想像したことを歌詞に綴った楽曲[20]。2020年11月7日に先行配信リリースされた[12]。
仮タイトルを「フライング・ベッドルーム」という[21]。
8. Birthday [1:53]
2020年7月11日に行われたStella McCartney主催のStella Festにて初披露されたSaoriのピアノ演奏によるインストゥルメンタル楽曲[22]。次の曲へのクロスフェードとなっている。
9. Gone [3:39]
LostのMV撮影の帰りにオーロラを見たFukaseが「伝える人がいるから感動するんだ、もし伝える人がいなかったら...」と思い作った曲[23]。
10. Stargazer Reimagined [3:44]
2018年2月2日にリリースされた2nd配信シングルのアレンジバージョン。
11. Fangs [3:19]
Fukaseの立ち上げたブランド「BAD MOOD」のアニメーション作品の主題歌[7][24]。2020年10月27日に先行配信リリースされた[11]。
12. Bad Day [3:56]
Fukaseが「これまで最低最悪な日は沢山あったけど、そんな最低で最悪だったあの日があったから今の自分はあるんだろうな」と思って書いた曲。[25]
13. Over (ft. Gabrielle Aplin) [3:13]
2020年7月31日にリリースされた4th配信シングル。

## 参加ミュージシャン
End of the World
・Nakajin
・Fukase
・Saori
・DJ LOVE

Guest Musicians
・Backing Vocals by London Community Gospel Choir (#2, 9)
・Bass by Nathan East (#2, 6, 7, 12)
・Drums by John Robinson (#2, 6, 7)
・Piano by Greg Phillinganes (#2)
・Keyboards by Saori & Greg Phillinganes (#4)
・Keyboard by Greg Phillinganes (#6)
・Backing Vocals by Yasmin Green, Mike Hough, Cass Lowe (#3)
・Violin by Beatrice Philips (#3)
・Cello by Grace Chatto (#3)
・Keyboards, bass and all programming by Jack Patterson, Nakajin (#3)
・Acoustic drums by Luke Patterson (#3)
・Talkbox by Daniel Taylor (#4, #7)
・Glass Armonica by Dean Shostak (#9)
・Featuring Vocals by NIKI (#5)
・Featuring Vocals by Joe Jonas (#6)
・Featuring Vocals by Gabrielle Aplin (#13)

・Vocal Produced by Emily Wright (#2～4, 6, 7, 9～12)
・Vocal Produced by James Lewis, Cass Lowe (#5)

・Additional Engineering by Kraig Tyler (#7, 12)
・Vocal Engineering by Kazuya Maeda (#12)
・Vocal Engineering by James Lewis (#13)
・Mixed by Mick Guzauski (#1, 2, 4, 6～12)
・Mixed by Mark Raiph Mixed at Club Ralph (#3)
・Mixed by Geoff Swan (#5)
・Mixed by Dean Barret (#13)

・Album Mastered by Stuart Hawkes, Metropolis Mastering, London

## Fangs
『Fangs』（ファングス）は、日本のバンド・SEKAI NO OWARIの海外プロジェクト・End of the Worldの5作目の配信デジタルシングルである。

### 概要
- ファーストアルバム「Chameleon」からの先行配信曲としてAmazon Musicにおいて独占先行配信されている[26]。
- Fukaseによるブランド「BAD MOOD」のアニメーションのテーマソングである[27]。
- 2021年1月8日には、7作目の配信デジタルシングルである『Fangs (feat. Martin Vogt)』がリリースされた。

### 収録曲

#### Fangs
1. Fangs [3:19]

#### Fangs (feat. Martin Vogt)
1. Fangs (feat. Martin Vogt)

## Dropout Boulevard
『Dropout Boulevard』（ドロップアウト・ブールバード）は、日本のバンド・SEKAI NO OWARIの海外プロジェクト・End of the Worldの8作目の配信デジタルシングルである。

### 概要
- 2020年にリリースされたオリジナルアルバム「Chameleon」に収録されている『Dropout Boulevard』のリミックスバージョンである。

### 収録曲
1. Dropout Boulevard

## Chameleon (Deluxe)
『Chameleon (Deluxe)』は、End of the Worldが2021年7月9日に発売したアルバム。本作のリリースをうかがわせるツイートには『Chameleon -Deluxe Album-』と表記されていた。
2021年7月4日に「Rollerskates (Acoustic)」(M14)を使った本作のティザー映像が公開された。
2021年7月8日には「Gone (feat. Call Me Karizma)」(M15)を使用した映像を公開。
また公式ショップにてCDを数量限定で販売している。

### 収録曲
通常盤の13曲に加えてボーナストラックとして下記の5曲が追加されている。
14. Rollerskates (Acoustic) [3:19]
15. Gone (feat. Call Me Karizma) [3:20]
16. Bad Day (Sinego Remix) [2:52]
17. Fangs (feat. Martin Vogt) [2:13]
「Fangs」 (M11) のリアレンジバージョン。2021年1月18日に配信リリースされた。
18. Dropout Boulevard (Audien Remix) [3:01]
「Dropout Boulevard」 (M2) のリミックスバージョン。2021年4月30日に配信リリースされた。